# Düzce
Düzce este un oraș din Turcia.